# مورچه‌های امپراتور
«مورچه‌های امپراتور» (انگلیسی: Empire Ants) ترانه‌ای از گروه موسیقی گوریلاز است که سال ۲۰۱۰ در آلبوم ساحل پلاستیکی منتشر شد. در این ترانه از صدای یوکیمی ناگانو، خوانندهٔ گروه تریپ‌هاپِ لیتل دراگون در کنار دیمن آلبارن استفاده شده است.